# Saxåhyttan
Saxåhyttan var en hytta som låg vid Damsälvens mynning i sjön Saxen i Nora kommun. Den var den enda hyttan som fanns anlagd norrut från Persberg år 1540.